# Andrea Chiarugi
Andrea Chiarugi (Firenze, 31 ottobre 1937 – Firenze, 9 gennaio 2010) è stato un ingegnere e progettista di strutture italiano.

## Biografia
Nato a Firenze il 31 ottobre 1937, Andrea Chiarugi ha conseguito il diploma di maturità scientifica presso il Liceo Scientifico Leonardo da Vinci di Firenze. Nel 1962, allievo di Piero Pozzati, si è laureato presso la Facoltà di Ingegneria dell'Università di Bologna dove è stato assistente di ruolo dall'ottobre 1963. Dal novembre 1972 ha ricoperto il ruolo di Professore Incaricato di Tecnica delle costruzioni per la neonata Facoltà di Ingegneria dell'Università di Firenze. Nel 1980 è risultato vincitore del concorso per Professore Straordinario di Tecnica delle Costruzioni presso la medesima Facoltà, dove ha ricoperto il ruolo di Professore Ordinario dal 1983 al 2002. 
È stato sposato con Christiane Boucher da cui ha avuto due figli, che ne hanno ereditato lo studio professionale. Nel 1996 ha avuto un problema di salute da cui si è ripreso riuscendo, dall'anno successivo fino all'anno accademico 2000/2001, a tenere la titolarità del Corso di Tecnica delle costruzioni per il Corso di Laurea in Ingegneria Edile dell'Università di Firenze.

## Attività scientifica
Andrea Chiarugi ha svolto attività di ricerca nel settore della Tecnica delle Costruzioni, contribuendo a fondare la moderna Ingegneria Sismica in relazione al comportamento strutturale, alla progettazione delle costruzioni realizzate in aree esposte a rischio sismico e alle relative tecniche di monitoraggio e protezione.
Autore di numerose pubblicazioni scientifiche e didattiche, nonché di articoli su riviste ed atti di convegni nazionali ed internazionali, fra i principali argomenti di ricerca di cui si è interessato si ricordano i filoni inerenti allo studio di strutture da ponte, le costruzioni metalliche, pneumatiche, in calcestruzzo armato normale e precompresso, l'analisi sismica degli edifici con particolare riferimento all'applicazione di tecniche di controllo innovative e la diagnostica e modellazione strutturale delle costruzioni storiche e monumentali. Questa ultima con particolare riguardo alla Cupola di S. Maria del Fiore e a Palazzo Vecchio a Firenze (oltre ad altri monumenti fiorentini), ed ai templi del Foro Romano in Roma.
Durante la sua carriera di docente universitario è stato responsabile scientifico per l'Università di Firenze di numerosi progetti di ricerca a livello nazionale, nonché membro di diversi gruppi di ricerca europei. Ha fatto inoltre parte della Commissione ANAS di valutazione delle soluzioni progettuali per l'attraversamento stabile viario e ferroviario dello Stretto di Messina, e di quelle del Ministero dei Lavori Pubblici per la revisione delle normative sulle strutture in c.a. e c.a.p., metalliche ed in legno e per la redazione dalla normativa sui ponti.
Andrea Chiarugi è stato anche autore di note generali sulla professione di ingegnere e su celebri progettisti del passato.

### Gli studi sulla Cupola del Brunelleschi
Andrea Chiarugi, con il supporto di Michele Fanelli per gli aspetti computazionali e di Demore Quilghini per gli aspetti geometrici, negli anni '80 è stato uno dei principali attori degli studi sulla Cupola del Brunelleschi, condotti su incarico della Soprintendenza ai Beni Ambientali ed Architettonici per le province di Firenze e Pistoia. Andrea Chiarugi, coordinando la realizzazione del primo modello numerico agli elementi finiti della Cupola brunelleschiana presso il centro CRIS-ENEL, arrivò a definire le cause delle lesioni nella cupola, le ragioni della loro presenza solo sulle vele pari e le cause delle diversità di ampiezza delle lesioni tra le varie vele, ovvero alcuni tra quelli che ancora all'epoca venivano considerati come i "segreti" della Cupola.
I risultati di Andrea Chiarugi vennero fatti propri all'unanimità dall'allora Commissione ministeriale per la Cupola presieduta da Guglielmo De Angelis D'Ossat.
Oltre alle cause delle lesioni Chiarugi e Quilghini definirono anche un'ipotesi di tracciamento della Cupola mediante centine rampanti con riferimento al centro di mezzo e che, per la semplicità e per le conferme che se ne possono avere su vari documenti storici, appare ancor oggi come l'ipotesi più probabile di tracciamento. Corollario dell'uso delle centine rampanti è la possibilità di realizzazione delle murature, con la complessa disposizione dei mattoni a "corda blanda" (su letti conici), effettuando semplicemente controlli locali ovvero permettendo alle varie squadre di operai di lavorare autonomamente. Questa ipotesi tecnico-costruttiva venne sperimentata da Chiarugi, trovando conferma su un noto modello fisico in scala, realizzato a Ravenna con la cooperazione dei muratori della Cooperativa ACMAR guidati da Romolo Ercolani. Inizialmente realizzò un modello in scala ridotta di parte di due vele e di tre sproni d'angolo, così come presentato in occasione del Convegno ACMAR di Ravenna del 1984, successivamente riuscì a voltare l'intera Cupola.
Dal 1983 al 1987 Andrea Chiarugi, come coordinatore e partner universitario di una Commissione Scientifica nominata dalla Soprintendenza ai Beni Ambientali e Architettonici per le province di Firenze e Pistoia, ha cooperato per la progettazione dell'ultimo sistema di monitoraggio (di tipo digitale) installato sulla Cupola di S. Maria del Fiore la cui installazione, conclusa nel 1987, si deve all'ISMES. Questo sistema di monitoraggio, il secondo di tipo meccanico sulla Cupola dopo il primo installato nel 1955 dall'Opera del Duomo di S. Maria del Fiore a seguito delle indicazioni della Commissione ministeriale guidata da Rodolfo Sabatini e con membro Pier Luigi Nervi che s'interessò della Cupola fra il 1934 ed il 1939, consta di oltre 160 sensori (deformometri, fili a piombo, vasi livellometrici, termometri, etc.).
Così come per la Cupola del Brunelleschi, Andrea Chiarugi ha anche ricoperto il ruolo di progettista degli interventi di consolidamento delle volte della Cripta della Basilica di Santa Maria Novella e della Torre degli Alberti a Firenze e Consulente strutturale del Comune di Firenze e della Soprintendenza ai Beni Ambientali e Architettonici per Palazzo Vecchio, Ponte Vecchio, la Loggia dei Lanzi e la Badia Fiorentina.

## Attività professionale
Nell'ambito di associazioni professionali Andrea Chiarugi è stato Presidente dell'Ordine degli Ingegneri di Firenze dal 1985 al 1991, Presidente della Federazione Regionale degli Ordini degli Ingegneri della Toscana nel quinquennio dal 1991 al 1996 e Membro del Consiglio Nazionale degli Ingegneri dal 1996 al 1999. Dal 1984 al 2001 è stato Consigliere dell'Associazione Italiana Cemento Armato Precompresso (AICAP).
È stato inoltre consulente permanente di Istituzioni come il Consiglio Superiore dei Lavori Pubblici, il Comune di Firenze per gli interventi necessari per il ripristino dell'Istituto d'arte di Porta Romana, il Comando della base militare U.S.A. di Camp Darby a Livorno per la verifica statica e dinamica di edifici al suo interno.
Nel corso della sua attività professionale, Andrea Chiarugi ha effettuato importanti collaudi su opere e complessi monumentali e su grandi strutture per conto della Soprintendenza fiorentina, del Comune di Firenze, dell'ANAS e del Ministero dei Lavori Pubblici, collaborando con vari architetti di fama internazionale come Kenzo Tange, Norman Foster, Giovanni Michelucci e Pier Luigi Spadolini. Ha progettato numerosi edifici pluripiano in acciaio e in calcestruzzo armato, infrastrutture viarie e ferroviarie, opere idrauliche e marittime, interventi di recupero di edifici antichi nei centri storici e numerosi interventi di consolidamento di beni archeologici a Roma.
Fra le principali opere di cui Andrea Chiarugi è stato progettista si ricorda:
- Progetto di consolidamento e ristrutturazione dell'ex Convento di S. Caterina a Forlì (1986)
- Consolidamento delle volte della cripta della Basilica di S. Maria Novella a Firenze (1985-1988)
- Consolidamento dei colonnati del Foro Romano e del Foro di Augusto, Tempio dei Castori, Templi di Vespasiano, di Saturno, e di Marte Ultore in Roma (1987-1992)
- Consolidamento strutturale di Palazzo Bourbon del Monte a Piancastagnaio, Siena (1988-1990)
- Cerchiatura provvisionale per il consolidamento della Cupola del Tempio di Romolo e della volta seicentesca nel Foro Romano (1988-1996)
- Opere di consolidamento della Chiesa di S. Francesco ad Arezzo (1991)
- Consolidamento lapideo e strutturale di un tratto delle mura Acquedotto Claudio Felice a Roma lungo la Via Tuscolana nell'area di proprietà della Banca d'Italia (1993-1995)
- Opere di consolidamento della Torre pendente Civica di Ravenna (1994)
- Impalcati misti acciaio-calcestruzzo sul fiume Esino della linea Orte-Falconara (2000-2001)